# Bursaria spinosa
Bursaria spinosa là một loài thực vật có hoa trong họ Pittosporaceae. Loài này được Cav. mô tả khoa học đầu tiên năm 1797.